# 正弦波螺旋

正弦波螺旋
(rn = –1n cos(nθ), θ = π/2) の極座標系のグラフと対応する直交座標系におけるグラフ。
n = −2: 直角双曲線
n = −1: 直線
n = −1/2: 放物線
n = 1/2: カージオイド
n = 1: 円
n = 2: ベルヌーイのレムニスケート

代数幾何学における正弦波螺旋（せいげんはらせん、英: sinusoidal spirals）は、次の極座標系の等式で定義される曲線の族である。
{\displaystyle r^{n}=a^{n}\cos(n\theta )\,}
ここでaは0でない定数で、nは0でない有理数。原点中心で回転することで、次の式でも書くことができる。 
{\displaystyle r^{n}=a^{n}\sin(n\theta ).\,}
螺旋（渦巻）の形をしていないのにもかかわらず、螺旋と称される。正弦波螺旋は多くの有名な曲線を含んでいる。
- 直角双曲線 (n = −2)
- 直線 (n = −1)
- 放物線 (n = −1/2)
- チルンハウスの三次曲線（英語版）(n = −1/3)
- ケイリーの六次曲線（英語版） (n = 1/3)
- カージオイド (n = 1/2)
- 円 (n = 1)
- ベルヌーイのレムニスケート (n = 2)

コリン・マクローリンによって最初に研究された。

## 等式
{\displaystyle r^{n}=a^{n}\cos(n\theta )\,}
を微分してaを取り除くことで、r,θに関する微分方程式を作ることができる。
{\displaystyle {\frac {dr}{d\theta }}\cos n\theta +r\sin n\theta =0.}
したがって、
{\displaystyle \left({\frac {dr}{ds}},\ r{\frac {d\theta }{ds}}\right)\cos n\theta {\frac {ds}{d\theta }}=\left(-r\sin n\theta ,\ r\cos n\theta \right)=r\left(-\sin n\theta ,\ \cos n\theta \right)}
これは、極接角が、
{\displaystyle \psi =n\theta \pm \pi /2}
で表され、接角が、
{\displaystyle \varphi =(n+1)\theta \pm \pi /2.}
であることを意味する（複号はrとcos nθが同符号なら正、異符号なら負をとる）。
単位接ベクトルは、
{\displaystyle \left({\frac {dr}{ds}},\ r{\frac {d\theta }{ds}}\right),}
であるため、上記のベクトルと大きさを比べると次の式を得る。
{\displaystyle {\frac {ds}{d\theta }}=r\cos ^{-1}n\theta =a\cos ^{-1+{\tfrac {1}{n}}}n\theta .}
{\displaystyle n>0}ならば、特に一つのループの長さは次のように表現できる。
{\displaystyle a\int _{-{\tfrac {\pi }{2n}}}^{\tfrac {\pi }{2n}}\cos ^{-1+{\tfrac {1}{n}}}n\theta \ d\theta }
曲率は次の式で与えられる。
{\displaystyle {\frac {d\varphi }{ds}}=(n+1){\frac {d\theta }{ds}}={\frac {n+1}{a}}\cos ^{1-{\tfrac {1}{n}}}n\theta .}

## 性質
原点を中心に持つ円による、正弦波螺旋の反転曲線は、nを元の曲線の反数に置き換えたものとなる。例えば、ベルヌーイのレムニスケートは直角双曲線になる。
正弦波曲線の、Isoptic (Isoptic) 曲線、垂足曲線及び負垂足曲線は、異なる正弦波螺旋になる。
rのべき乗に比例する中心力によって動く粒子の経路は正弦波螺旋である。
nが整数で、n点が半径aの円に規則正しく配置されているとき、点からn点までの距離の幾何平均の集合は正弦波螺旋である。特に多項式レムニスケートである。